# گونتر بوش
گونتر بوش (به آلمانی: Günter Busch) بازیکن فوتبال و دروازه‌بان اهل آلمان شرقی بود که از سال ۱۹۵۴ میلادی عضو تیم ملی فوتبال آلمان شرقی بوده‌است. وی در ۲ بازی ملی حضور داشته و در بازی‌های ملی‌اش گلی به ثمر نرساند. گونتر بوش آخرین بازی ملی خود را در سال ۱۹۵۷ میلادی انجام داد.